# Твістроніка

Муаровий малюнок атомного масштабу, створений перекриттям двох зсунутих листків графену, шестикутна решітка складена з атомів вуглецю.

Твістроніка (англ. Twistronics від twist та electronics) - це дослідження того, як кут (скручування) між шарами двовимірних матеріалів може змінити їх електричні властивості.  Було показано, що такі матеріали, як двошаровий графен, мають різну електронну поведінку, починаючи від  непровідності і до надпровідності, що чутливо залежить від кута між шарами. Цей термін вперше був введений дослідницькою групою Ефтіміоса Каксіраса з Гарвардського університету при їх теоретичній обробці графенових надрешіток.

## Історія
У 2007 році фізик Антоніо Кастро Нето Національного університету Сінгапуру висунув гіпотезу, що стискання двох неправильно вирівняних листів графена може дати нові електричні властивості, і окремо запропонував, щоб графен міг запропонувати шлях до надпровідності, але він не поєднував ці дві ідеї. У 2010 році дослідники з Університету Техніки імені Федеріко Санта-Марія в Чилі виявили, що при певному куті, близькому до 1 градуса, смуга електронної структури крученого двошарового графена стала абсолютно плоскою, і через цю теоретичну властивість вони припустили, що колективна поведінка може бути можливою. У 2011 р. Аллан Х. Макдональд та Рафі Бістрітцер за допомогою простої теоретичної моделі встановили, що для раніше знайденого "магічного кута" кількість енергії, необхідної вільному електрону для квантового тунелювання між двома листами графена докорінно змінюється. У 2017 році дослідницька група Ефтіміоса Каксіраса з Гарвардського університету використовувала детальні розрахунки квантової механіки для зменшення невизначеності кута закрутки між двома шарами графена, що може спричинити надзвичайну поведінку електронів у цій двовимірній системі. У 2018 році Пабло Ярілло-Ерреро, експериментатор з MTI, виявив, що магічний кут привів до незвичайних електричних властивостей, передбачених вченими UT Austin. При повороті на 1,1 градуса при досить низьких температурах електрони рухаються від одного шару до іншого, створюючи решітку і явище надпровідності.
Публікація цих відкриттів породила як безліч теоретичних праць, спрямованих на розуміння та пояснення явищ так і численні експерименти з використанням різної кількості шарів, кутів скручування та інших матеріалів.

## Характеристики

### Надпровідність та ізоляція
Теоретичні прогнози надпровідності підтвердили Пабло Ярілло-Ерреро та його студент Юань Цао з MTI та колеги з Гарвардського університету та Національного інституту матеріалознавства у Цукубі, Японія. У 2018 році вони підтвердили, що надпровідність існує у двошаровому графені, де один шар повертається на кут 1,1°С відносно іншого, утворюючи муаровий малюнок, при температурі 1.7°K. Вони створили два двошарових пристрої, які виконували роль ізолятора замість провідника під магнітним полем. Збільшення напруженості поля перетворило другий пристрій на надпровідник.
Подальшим прогресом у твістроніці є відкриття методу включення та вимкнення надпровідних шляхів шляхом застосування малого перепаду напруги.

### Гетероструктури
Експерименти також проводились із використанням комбінацій шарів графену з іншими матеріалами, що утворюють гетероструктури у вигляді атомарно тонких листів, які утримуються разом слабкою силою Ван дер Ваальса.  Наприклад, дослідження, опубліковане в Science у липні 2019 року, показало, що з додаванням нанопластинки нітриду бору між двома листами графена, виявлялись унікальні орбітальні феромагнітні ефекти під кутом 1,17°, що могло бути використано для реалізації квантової пам’яті в квантовому комп’ютері.  Подальші спектроскопічні дослідження крученого двошарового графену виявили сильні електронно-електронні кореляції під магічним кутом.

### Електронна калюжа
Між двовимірними шарами селеніду вісмуту та дихалькогеніду дослідники з Північно-Східного університету в Бостоні виявили, що при певних ступенях повороту між двома двовимірними елементарними шарами буде розвиватися новий шар гратки, що складається лише з чистих електронів. Квантові та фізичні ефекти вирівнювання між двома шарами створюють області "калюж", які затримують електрони у стабільну решітку. Оскільки ця стійка решітка складається лише з електронів, вона є першою неатомною решіткою, яка спостерігається, і пропонує нові можливості для обмеження, управління, вимірювання та транспортування електронів.

### Феромагнетизм
Тришарова конструкція, що складається з двох шарів графену з 2-D шаром нітриду бору, демонструє надпровідність, ізоляцію та феромагнетизм.